# ワイエルシュトラスの因数分解定理
複素解析において、ワイエルシュトラスの因数分解定理（ワイエルシュトラスのいんすうぶんかいていり、英: Weierstrass factorization theorem）とは、前もって与えられた集積点を持たない可算無限個の点のみを零点として持つ恒等的に 0 でない整函数が存在し、それは一次関数の無限積と零点を持たない整函数の積で表すことができることを示す定理である。
この定理と対になるのがミッタク＝レフラーの定理であり、前もって与えられた集積点を持たない可算無限個の極を持つ有理型関数の存在を保証している。
この定理の名前はカール・ワイエルシュトラスに因んでいる。
混同の恐れのない限り、単にワイエルシュトラスの定理（ワイエルシュトラスのていり、英: Weierstrass theorem）とも呼ばれる。
定理は有理型函数へ拡張され、与えられた有理型函数を 3つの要素の積として考えることが可能になる。3つの要素とは、函数の極、函数の零点に依存するものと、これらに付帯する 0 でない正則函数である。

## 動機
代数学の基本定理から 2つのことが分かる。
- 複素平面内の有限列 {\displaystyle \{a_{n}\}} に対し、正確にその数列の値に零点を持つ多項式 {\displaystyle p(z)} が存在する。{\displaystyle p(z)=\,\prod _{n}(z-a_{n})}

- 複素平面内のすべての多項式函数 {\displaystyle p(z)} は、因数分解 {\displaystyle p(z)=c\prod _{n}(z-a_{n})} を持つ。ここで、c は 0 でない定数で、an は p の零点である。

上記の方法を整函数へ拡張する方法を考える。その場合の最大の問題点は、一般の整函数の場合、数列 {\displaystyle \{a_{n}\}} が有限でない、つまり、零点が可算無限個存在する場合もあり得るということである(例えば、{\displaystyle sin\ z})。
もし、無限数列 {\displaystyle \{a_{n}\}_{n\in \mathbb {N} }} が集積点を持てば、一致の定理により{\displaystyle \{a_{n}\}_{n\in \mathbb {N} }}を零点とする函数{\displaystyle f(z)}は、複素平面全体で恒等的に 0 である。一方、無限数列 {\displaystyle \{a_{n}\}_{n\in \mathbb {N} }} が有界であれば、必ず集積点を持つ(ボルツァーノ＝ワイエルシュトラスの定理)。
従って、函数{\displaystyle f(z)}が、{\displaystyle \{a_{n}\}_{n\in \mathbb {N} }} の要素を零点とし、かつ複素平面全体で恒等的に 0 ではないためには、{\displaystyle \{a_{n}\}_{n\in \mathbb {N} }}は有界であってはならないことになる。これは任意の正数 {\displaystyle R} に対して自然数 {\displaystyle N} が決まり、{\displaystyle n>N} であれば {\displaystyle |a_{n}|>R} となるという条件と同値である。
この場合、{\displaystyle \{a_{n}\}_{n\in \mathbb {N} }} が有限集合の場合と同様に、函数{\displaystyle f(z)=\,\textstyle \prod _{n=1}^{\infty }(z-a_{n})}を考えても、{\displaystyle n}が一定値を超えれば、因子{\displaystyle (z-a_{n})}の絶対値は全て 1 を超えるので、この無限積は収束しない。
発想を変えて、函数{\displaystyle f(z)=\,\textstyle \prod _{n=1}^{\infty }(1-{\tfrac {z}{a_{n}}})}とすればどうであろうか({\displaystyle \{a_{n}\}}は0を含まないものとする)。この無限積は、もし収束するのであれば、数列 {\displaystyle \{a_{n}\}_{n\in \mathbb {N} }} の全ての要素を零点として持つ。また、因子 {\displaystyle (1-{\tfrac {z}{a_{n}}})} は {\displaystyle n\to \infty } のとき 1 に漸近して行くので、収束する可能性はある。なお、無限積の収束の定義は「その対数値が定義域の各点の近傍で一様収束すること」

であり、無限積が z に関係なく恒等的に 0 に収束する場合(この場合は与えられた零点以外でも対数値が負の無限大に発散する)は、収束とはみなされないことに注意する必要がある。 
実は、単純にこの形では無限積の収束は保証できないが、各因子{\displaystyle (1-{\tfrac {z}{a_{n}}}\,)}にある係数(zの函数)を掛けてから無限積を取ると収束することを示すのが、本定理「ワイエルシュトラスの因数分解定理」である。次に示す、ワイエルシュトラスの基本因子(elementary factors){\displaystyle E_{p}(z)} を使えば、{\displaystyle (1-{\tfrac {z}{a_{n}}})}と係数を掛けた因子は{\displaystyle E_{p}({\tfrac {z}{a_{n}}})}と表される。

## 基本因子
{\displaystyle n\in \mathbb {N} _{0}} (非負の整数) に対し、ワイエルシュトラスの基本因子(elementary factors)と呼ばれる(主要因子(primary factors)とも呼ばれる) 整函数 {\displaystyle E_{n}(z)} を次のように定義する。
{\displaystyle E_{n}(z)=(1-z)\exp \left(h_{n}(z)\right)}
{\displaystyle h_{n}(z)={\begin{cases}0&{\text{if }}n=0,\\{\frac {z^{1}}{1}}+{\frac {z^{2}}{2}}+\cdots +{\frac {z^{n}}{n}}&{\text{otherwise}}.\end{cases}}\ .}
{\displaystyle h_{n}(z)={\tfrac {z^{1}}{1}}+{\tfrac {z^{2}}{2}}+{\tfrac {z^{3}}{3}}+\cdots +{\tfrac {z^{n}}{n}}} という級数について、注目すべき点をいくつか述べておく。 {\displaystyle |z|<1} の場合、
{\displaystyle {\tfrac {1}{1-z}}=1+z^{1}+z^{2}+z^{3}+\cdots }
とテイラー展開可能である。この両辺を積分すると次のようになる。
{\displaystyle \int {\tfrac {1}{1-z}}\,dz=-\log(1-z)={\tfrac {z^{1}}{1}}+{\tfrac {z^{2}}{2}}+{\tfrac {z^{3}}{3}}+\cdots }
これは {\displaystyle h_{n}(z)} で n を無限大とした極限と考えられるので、 {\displaystyle h_{\infty }(z)} と表すことにする。言い換えれば、{\displaystyle h_{n}(z)} は{\displaystyle h_{\infty }(z)} を有限項で打ち切った形になっている。
{\displaystyle (1-z)=\exp(\log(1-z))=\exp \left(-h_{\infty }(z)\right)}
{\displaystyle {\tfrac {1}{1-z}}=\exp \left(h_{\infty }(z)\right)}
である。
また、{\displaystyle h_{n}(z)} を微分すると、{\displaystyle h'_{n}(z)=1+z^{1}+z^{2}+\cdots +z^{n-1}={\tfrac {1-z^{n}}{1-z}}} となる。
{\displaystyle r_{n}(z)=h_{\infty }(z)-h_{n}(z)}
と定義すれば、
{\displaystyle E_{n}(z)=(1-z)\exp(h_{n}(z))=(1-z)\exp(h_{\infty }(z)-r_{n}(z))}
{\displaystyle =(1-z){\tfrac {1}{1-z}}\exp \left(-r_{n}(z)\right)=\exp \left(-r_{n}(z)\right)}
である。
以上の性質を利用すると、本定理を証明するために必要な次の補題が証明できる。
補題： {\displaystyle |z|<1,\ n\in \mathbb {N} _{0}}
に対し、
{\displaystyle |\log E_{n}(z)|<{\frac {|z|^{n+1}}{n+1}}{\frac {1}{1-|z|}}}
証明： {\displaystyle \log E_{n}(z)}に対して、上のいくつかの式を適用すると次のようになる。
{\displaystyle \log E_{n}(z)=\log(1-z)+h_{n}(z)=-h_{\infty }(z)+h_{n}(z)=-r_{n}(z)}
{\displaystyle =-{\tfrac {z^{n+1}}{n+1}}-{\tfrac {z^{n+2}}{n+2}}-{\tfrac {z^{n+3}}{n+3}}-\cdots =-\sum _{k=n+1}^{\infty }{\tfrac {z^{n+1}}{n+1}}=-{\tfrac {z^{n+1}}{n+1}}\sum _{k=0}^{\infty }{\tfrac {n+1}{n+1+k}}z^{k}}
従って、
{\displaystyle |\log E_{n}(z)|<{\tfrac {|z|^{n+1}}{n+1}}\sum _{k=0}^{\infty }{\tfrac {n+1}{n+1+k}}|z|^{k}\leq {\tfrac {|z|^{n+1}}{n+1}}\sum _{k=0}^{\infty }|z|^{k}={\tfrac {|z|^{n+1}}{n+1}}{\tfrac {1}{1-|z|}}}

## 定理

### 特定の零点を持つ整函数の存在
次の定理は下記のワイエルシュトラスの因数分解定理を簡略化したものであるが、任意に与えられた可算無限数列の全ての点のみを零点として持つ整函数の存在を保証している。この定理は単にワイエルシュトラスの定理 (Weierstrass theorem) と呼ばれることがある。
定理(簡略版)： {\displaystyle \{a_{n}\}_{n\in \mathbb {N} }} を 0 を含まず、集積点を持たない複素数の無限数列とする。整数の数列 {\displaystyle \{p_{n}\}} がすべての {\displaystyle r>0} に対して、
{\displaystyle \sum _{n=1}^{\infty }{\frac {1}{p_{n}+1}}\left({\frac {r}{|a_{n}|}}\right)^{p_{n}+1}<\infty ,}
であるとすると、函数
{\displaystyle f(z)=\prod _{n=1}^{\infty }E_{p_{n}}(z/a_{n})}
は点 {\displaystyle a_{n}} にのみ零点を持つ整函数である。数 {\displaystyle z_{0}} が数列 {\displaystyle \{a_{n}\}} の中にちょうど m 回あれば、函数 f は {\displaystyle z=z_{0}} に多重度 m の零点を持つ。
証明： {\displaystyle f(z)}の対数を取ると次のようになる。
{\displaystyle \log f(z)=\sum _{n=1}^{\infty }\log E_{n}(z/a_{n})=\sum _{n=1}^{\infty }(\log(1-z/a_{n})+h_{n}(z/a_{n}))}
前節で示したように {\displaystyle \{a_{n}\}_{n\in \mathbb {N} }} が集積点を持たないことは、任意の正数 {\displaystyle R} に対して自然数 {\displaystyle N} が決まり、{\displaystyle n>N} であれば {\displaystyle |a_{n}|>R} となるという条件と同値である。{\displaystyle R} とそれに対応する {\displaystyle N} を固定して考える。
無限和 {\displaystyle \sum _{n=1}^{\infty }\log E_{p_{n}}(z/a_{n})} を {\displaystyle n\leq N} である有限和 {\displaystyle \sum _{n=1}^{N}E_{p_{n}}(z/a_{n})=\sum _{n=1}^{N}(\log(1-z/a_{n})+h_{p_{n}}(z/a_{n}))} と  {\displaystyle n>N} である無限和 {\displaystyle \sum _{n=N+1}^{\infty }E_{p_{n}}(z/a_{n})=\sum _{n=N+1}^{\infty }(\log(1-z/a_{n})+h_{p_{n}}(z/a_{n}))} に分けて考える。
有限和 {\displaystyle \sum _{n=1}^{N}(\log(1-z/a_{n})+h_{p_{n}}(z/a_{n}))} は {\displaystyle n\leq N} である各零点 {\displaystyle a_{n}} で負の無限大になり、複素平面のそれ以外の点では有限確定値を取る。
一先ず {\displaystyle |z|<R} として、 無限和部分の絶対値を考え、前節で示した補題を援用すると次のようになる。
{\displaystyle |\sum _{n=N+1}^{\infty }\log E_{p_{n}}(z/a_{n})|=|\sum _{n=N+1}^{\infty }r_{p_{n}}(z/a_{n})|}
{\displaystyle <\sum _{n=N+1}^{\infty }{\frac {|z/a_{n}|^{{p_{n}}+1}}{{p_{n}}+1}}{\frac {1}{1-|z/a_{n}|}}}
{\displaystyle <{\frac {1}{1-|R/a_{N+1}|}}\sum _{n=N+1}^{\infty }{\frac {|R/a_{N+1}|^{p_{n}+1}}{p_{n}+1}}}
従って、定理の条件によって、無限和部分は収束し有限確定値を取る。{\displaystyle R} は任意に大きくできるので、任意の{\displaystyle z} に対して、無限和部分の絶対値は有限確定値を取る。従って、無限和 {\displaystyle \sum _{n=1}^{\infty }\log E_{p_{n}}(z/a_{n})} は各零点 {\displaystyle a_{n}} でのみ負の無限大になり、複素平面のそれ以外の点では有限確定値を取る。
以上から 無限積 {\displaystyle f(z)=\prod _{n=1}^{\infty }E_{p_{n}}(z/a_{n})} は各零点 {\displaystyle a_{n}} でのみ 0 となり、複素平面のそれ以外の点では 0 以外の有限確定値を取る。つまり {\displaystyle f(z)} は整函数である。
注意： 
- 定理の条件を満たす数列 {\displaystyle \{p_{n}\}} は常に存在することに注意せよ。たとえば、{\displaystyle p_{n}=n} とすれば収束が保証される。これから、任意に与えられた可算無限数列の全ての点のみを零点として持つ整函数の存在も保証される。ただし、収束する数列は一意ではない。この数列を有限回位置を変えて、他の数列 p'n ≥ pn をとっても、常に収束する。
- 定理は次のように一般化される。リーマン球面上の開集合の中の数列（したがって、領域）に対して、それらの部分集合の中で正則であり、数列の点で零点を持つ函数が存在する[4]。
- 代数学の基本定理により与えられる場合も含まれることに注意せよ。もし数列 {\displaystyle \{a_{n}\}} が有限であれば、{\displaystyle p_{n}=0} として {\displaystyle \,f(z)=c\,{\displaystyle \prod }_{n}(z-a_{n})} が得られる。

### ワイエルシュトラスの因数分解定理
次の定理が一般にワイエルシュトラスの因数分解定理と呼ばれている完全形式である。ワイエルシュトラスの積/因子定理と呼ばれることもある。
定理(完全版)： f を整函数とし、{\displaystyle \{a_{n}\}} を f の 0 以外の零点とする（多重度だけ繰り返すものとする）。f が z = 0 で位数 m ≥ 0 である零点を持つとする（ z = 0 で位数 m = 0 の零点とは、ƒ(0) ≠ 0 を意味する）と、整函数 g と整数の数列 {\displaystyle \{p_{n}\}} が存在し、
{\displaystyle f(z)=z^{m}e^{g(z)}\prod _{n=1}^{\infty }E_{p_{n}}\!\!\left({\frac {z}{a_{n}}}\right)}
となる。

#### 因数分解の例
- {\displaystyle \sin \pi z=\pi z\prod _{n\neq 0}\left(1-{\frac {z}{n}}\right)e^{z/n}=\pi z\prod _{n=1}^{\infty }\left(1-{\frac {z^{2}}{n^{2}}}\right)}
- {\displaystyle \cos \pi z=\prod _{q\in \mathbb {Z} ,\,q\;{\text{odd}}}\left(1-{\frac {2z}{q}}\right)e^{2z/q}=\prod _{n=0}^{\infty }\left(1-{\frac {4z^{2}}{(2n+1)^{2}}}\right)}

### アダマールの因数分解定理
f が有限の位数の整函数は、因数分解
{\displaystyle f(z)=z^{m}e^{g(z)}\displaystyle \prod _{n=1}^{\infty }E_{p}(z/a_{n})}
を持つ。ここに g(z) は次数 q の多項式であり、q ≤ ρ で p=[ρ] である。

## 参照項目
- ミッタク＝レフラーの定理